# Saverio Canali
Saverio Canali (Terni, 15 de fevereiro de 1695 - Roma, 20 de março de 1773) foi um cardeal do século XVIII

## Biografia
Nasceu em Terni em 15 de fevereiro de 1695. A família, de antiga nobreza, derivou seu nome do castelo Canale, localizado perto de Amelia; a partir de 1449, a família residia em Terni e havia sido acrescentada ao patriciado da cidade. Filho de Giovanni Maria Canali, conde de Varolengo, e Caterina Gregori. Ele tinha um irmão mais novo, Filippo, que se tornou frade capuchinho e adotou o nome de Filippo d'Amelia. Seu primeiro nome também está listado como Xaverio; e seu sobrenome como Canale; e como Canalibus.
Em 1710, foi para Roma estudar no Collegio Ghislieri, e logo manifestou a intenção de seguir a carreira eclesiástica.
Em 1729, ele entrou ao serviço do cardeal Francesco Antonio Finy. Ele também era muito próximo do cardeal Troiano Acquaviva, protetor do Reino de Nápoles, que reunia em seu palácio um dos círculos da elite de Roma. Secretário de Monsenhor Tommaso Ratto, auditor da Sagrada Rota Romana por um breve período. Auditor da nunciatura na Espanha em 1731; depois, foi nomeado auditor da nunciatura em Portugal, mas por causa do conflito entre aquele tribunal e a Santa Sé, não pôde entrar no país; ficou no convento dos Frades Menores Observantes em Badajoz à espera da decisão do Papa, que demorando muito decidiu regressar a Roma. Cavaleiro da Ordem Soberana de Malta; em 1732, tornou-se censore di giustiziana ordem. Prelado da Consistorial de SC. Protonotário participante apostólico , 31 de julho de 1734. Relator da SC da Sagrada Consulta , 1737-1744. Em 1738, obteve o contrato da gráfica apostólica, que ocupou por vinte e sete anos, durante os quais supervisionou, entre outras coisas, a publicação das decisões da Sagrada Rota Romana. Clérigo da Câmara Apostólica, setembro de 1743. Governador de Cesi e Terre Arnolfe , 1744. Cônego da patriarcal basílica de Latrão, 11 de julho de 1745. Governador de Collescipoli, 1746. Presidente della Zecca , abril de 1747. Prefeito dos Arquivos, maio de 1747 -1750. Presidente della Grascia , maio de 1750 até 1753. Prefeito della Annona, 1 de janeiro de 1754 a 24 de setembro de 1759. Em 1755, mandou construir uma capela dedicada a S. Isidoro, perto dos espigueiros das Termas de Diocleziano; e na ocasião escreveu uma opereta hagiográfica, Vita di s. Isidoro agricoltore(Roma 1756). Ecônomo geral da Câmara Apostólica, setembro de 1759. Embora não tivesse o talento necessário para enfrentar os graves problemas decorrentes da crise financeira, em 1760 foi nomeado ecônomo geral dos Estados Pontifícios. Este alto cargo colocou em suas mãos um tesouro que estava esgotado. Apesar disso, ele destinou fundos para concluir o porto de Civitavecchia. Seguindo as diretrizes do papa, ele também teve que lidar com a fome de 1763. Com os cofres do Estado esgotados, ele sacou 500.000 escudos do tesouro de Castel Sant'Angelo para comprar grãos da França. O Papa Clemente XIII mais tarde autorizou seu tesoureiro, em 1763, a dar permissão ao Monte dell Abbondanzaconceder novos empréstimos à comunidade para a compra de trigo. Sempre seguindo a vontade do papa, Monsenhor Canali organizou em Roma vários abrigos para acomodar a multidão de seis mil imigrantes que tiveram que se refugiar na cidade por causa da fome, e abriu nas Termas de Diocleziano depósitos de grãos e óleo. Essas despesas extraordinárias, já em difícil situação financeira, obrigaram-no em 1764 a realizar um aperto fiscal, que pouco ajudou a superar a crise. Ele foi dispensado em boas condições e substituído por Monsenhor Giovanni Angelo Braschi.
Criado cardeal diácono no consistório de 26 de setembro de 1766; recebeu o chapéu vermelho em 30 de setembro de 1766; e a diaconia de S. Maria della Scala, 1º de dezembro de 1766. Atribuída à SS. CC. de Bom Governo, Imunidade Eclesiástica, delle Acque e Reverendo Fabric da Basílica de São Pedro. Abade commendatario de Subiaco de 1766 até sua morte; modificou a estrutura administrativa da abadia, o que causou grande descontentamento na população; ocupou o cargo até sua morte; Monsenhor Giovanni Angelo Braschi, seu sucessor, futuro cardeal e Papa Pio VI, foi forçado a restaurar o arranjo anterior. Protetor da Ordem dos Belém nas Índias Ocidentais, 14 de abril de 1767. Protetor da cidade de Terni. Participou no conclave de 1769, que elegeu o Papa Clemente XIV. Ele passou seus últimos anos entre Roma e Terni, onde havia reunido uma rica biblioteca em seu palácio.
Morreu em Roma em 20 de março de 1773, de febre muito alta com convulsões epilépticas, Roma. Exposto na igreja de S. Marcello, em Roma, onde se realizou o funeral na presença do Papa e do Sagrado Colégio dos Cardeais; e sepultado, provisoriamente, naquela igreja. Seus restos mortais foram transferidos para a igreja que ele construiu em Piedimonte, a cinco quilômetros de Terni, e ali enterrados de acordo com seu testamento. Ele declarou seu herdeiro universal um fundo estabelecido em favor de seu sobrinho, o conde Paolo Canali. Em seu testamento, pediu que fossem celebradas 2.000 missas para o eterno repouso de sua alma.